# 吴明才
吴明才（英語：Wu Ming-Tsai），本名吴元庭，香港影视剧演员兼动作指导。于占元的一代弟子，洪金宝的师兄。

## 生平
最初拜于占元为师，后于1965年加入邵氏等公司参演电影作品，并在胡金铨指导的电影担任动作指导等职务。
1980年代建立了“元家班”，但因为成绩不好结果解散。
后来还到大陆发展电影事业。
2009年与洪金宝等人与11月13日為紀念恩師于占元，舉行可「『七小福』50周年慶典晚宴」，七小福再次聚首一堂。
参演最后一部作品是《我的特工爷爷》。

## 资料来源
1. ↑  . 2006.
2. ↑  . 新快報 (新浪娛樂). 2009-11-16  [2022-01-28]. （原始内容存档于2022-01-28）.

## 外部連結
- 吴明才在互联网电影资料库（IMDb）上的資料（英文）
- 吴明才在香港影庫上的簡介